# 索斯诺夫卡 (楚瓦什共和国)

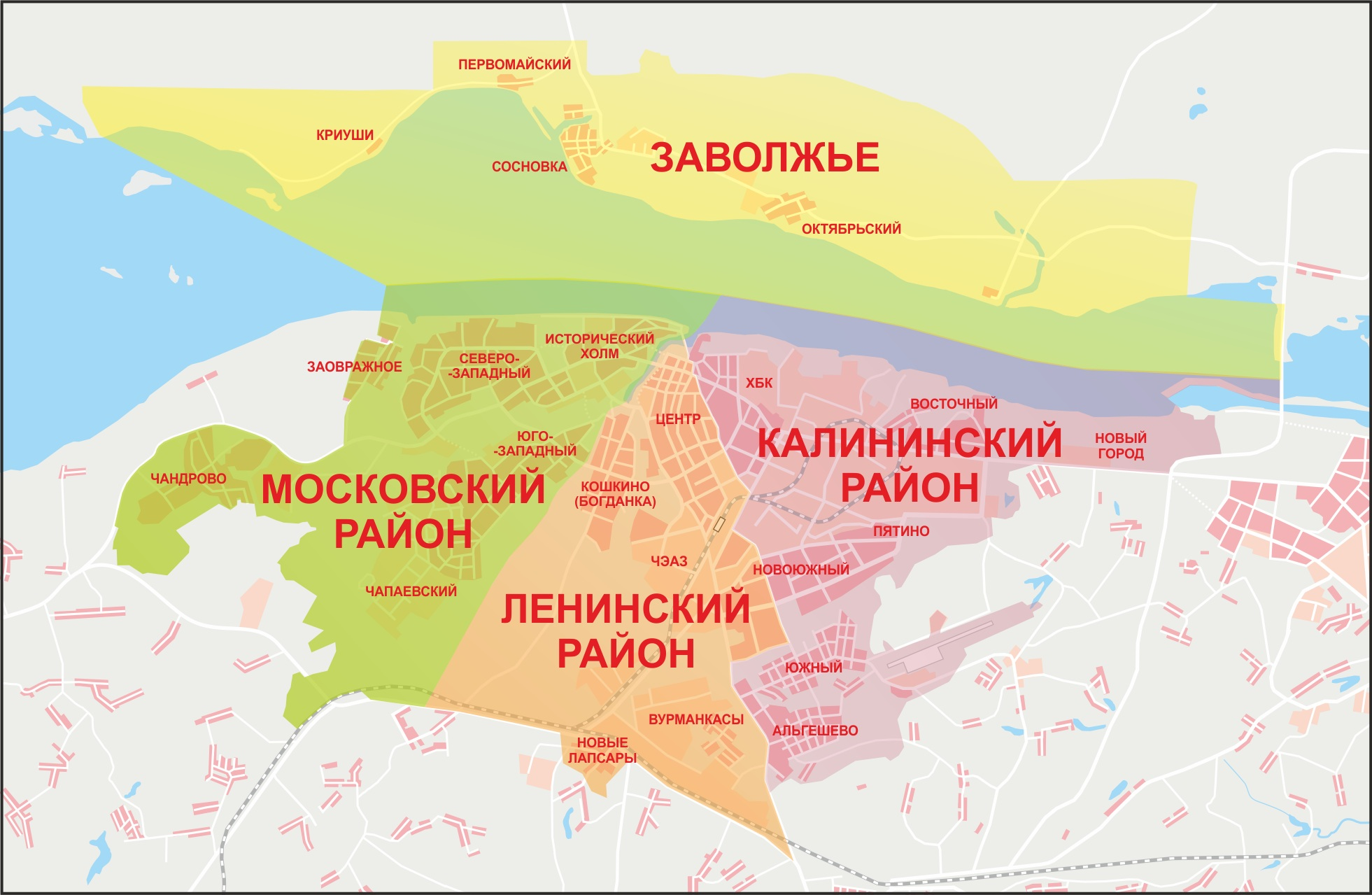
索斯诺夫卡属于切博克萨雷市莫斯科区（绿色和黄色）的一部分

索斯诺夫卡（羅馬化：Sosnovka）是俄罗斯楚瓦什共和国的市级镇，属共和国辖市切博克萨雷市（城市区）莫斯科区内的伏尔加沿岸区管辖。地处楚瓦什共和国北部，南与共和国首府切博克萨雷主要市区隔伏尔加河相望。
建于17世纪，时称戈洛佳伊哈（Голодяиха）。1938年改为现名。
索斯诺夫卡在2010年有人口2,242人，2002年人口3,053人，1989年人口4,876人。附近主要聚居地除共和国首府外有库格西和新切博克萨尔斯克。